# Gil Stratton
Gil Stratton (* 2. Juni 1922 in Brooklyn, New York; † 11. Oktober 2008 in Toluca Lake, Kalifornien) war ein US-amerikanischer Schauspieler und Sportreporter.

## Leben und Karriere
Gil Stratton begann seine Karriere als 19-Jähriger in George Abbotts Broadway-Musical Best Foot Forward. Seine erste größere Filmrolle erhielt er 1943 in Girl Crazy neben Mickey Rooney und Judy Garland als ein College-Student. Doch schon bald darauf wurde er in den Zweiten Weltkrieg als Soldat eingezogen. Ende der 1940er-Jahre kehrte er zum Filmgeschäft zurück und übernahm eine Reihe von Nebenrollen. 1953 wurde er für Stalag 17 von Billy Wilder engagiert. Neben dem oscarprämierten William Holden spielte er darin die Rolle des stotternden Erzählers Harvey „Cookie“ Cook und hinterließ einen bleibenden Eindruck.
Mitte der 1950er-Jahre verlagerte er seinen Fokus auf seine Arbeit als Sportreporter und Kommentator bei verschiedenen amerikanischen Kanälen. Bis in die 1990er-Jahre wirkte außerdem als Ansager in Sportstadien. Unter anderem berichtete er 1960 für CBS von den Olympischen Spielen in Rom. An der California State University Northridge unterrichtete Stratton im Fach Rundfunk und Fernsehen. Gelegentlich kehrte Stratton jedoch auch zur Schauspielerei zurück, meistens in Gastrollen bei Fernsehserien. Bis zu seiner letzten Rolle spielte Gil Stratton in insgesamt über 40 Filmen und zahlreichen Fernsehproduktionen.
In seinem Ruhestand unterstützte er Wohltätigkeitsveranstaltungen und sammelte unter anderem Geld für die Henry Mayo Klinik in Newhall. Dort wurde in Anerkennung seiner Verdienste eine Neugeborenenstation nach ihm benannt.  Stratton starb im Oktober 2008 im Alter von 86 Jahren an Herzversagen.

## Filmografie (Auswahl)
- 1943: Best Foot Forward
- 1943: Girl Crazy
- 1947: Dangerous Years
- 1949: Mr. Belvedere kann alles besser (Mr. Belvedere Goes to College)
- 1952: Here Come the Marines
- 1952: Liebling, ich werde jünger (Monkey Business)
- 1952: Schlachtzone Pazifik (Battle Zone)
- 1953: Stalag 17
- 1953: Der Wilde (The Wild One)
- 1956: Na, na, Fräulein Mutti (Bundle of Joy)
- 1960: Waldo (Fernsehfilm)
- 1977: Sextette
- 1978: Die Katze aus dem Weltraum (The Cat from Outer Space)
- 1978: Wonder Woman (Fernsehserie, Folge 3x03)
- 1978: Vegas (Vega$, Fernsehserie, Folge 1x11)
- 1980: Kampfstern Galactica (Galactica, Fernsehserie, Folge 1x06)
- 1981: Trapper John, M.D. (Fernsehserie, Folge 2x18)
- 1983: Cagney & Lacey (Fernsehserie, Folge 2x19)
- 1983: Remington Steele (Fernsehserie, Folge 2x09)
- 1994–1995: Das Leben und Ich (Boy Meets World, Fernsehserie, 2 Folgen, Sprechrolle)
- 2003: Dismembered